# Industrie légère

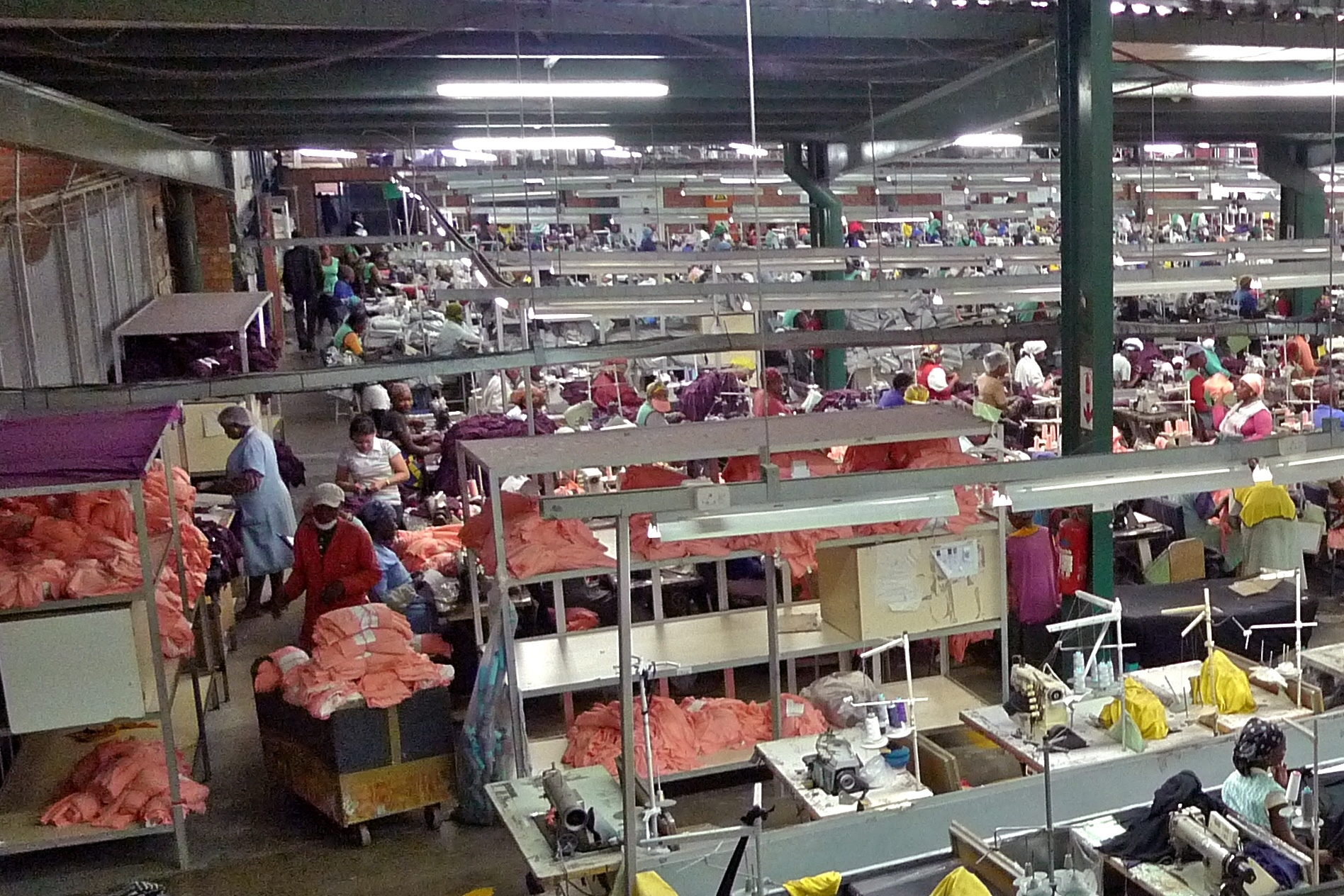
Usine textile chinoise au Lesotho (2010)

L'industrie légère désigne un type d'industrie destiné à la production de biens de consommation. À ce titre, l'industrie légère est caractérisée par le fait qu'elle ne nécessite pas une utilisation disproportionnée de capital, de travail ou d'intrants — ou les trois à la fois.
Parmi les principaux exemples de produits de l'industrie légère, on peut citer les aliments et boissons, les textiles (produits finis et textiles bruts), les produits pharmaceutiques, les cosmétiques et l'électronique grand public. En d'autres termes, l'industrie légère produit souvent des biens destinés directement au consommateur final, mais aussi parfois des produits intermédiaires destinées à d'autres secteurs industriels, par exemple dans le cas de l'électronique et du textile pour l'avionique ou la construction automobile.
L'industrie légère peut être perçue comme un type d'industrie transformant les produits issus de l'industrie lourde (pétrole, agro-industrie, minerais, etc.) en produits finis ou semi-finis. Elle est donc centrale dans le fonctionnement économique de nombreuses sociétés humaines, ainsi qu'à l'emploi (direct et indirect) de centaines de millions de personnes dans le monde.

## Caractéristiques
L'industrie légère : 

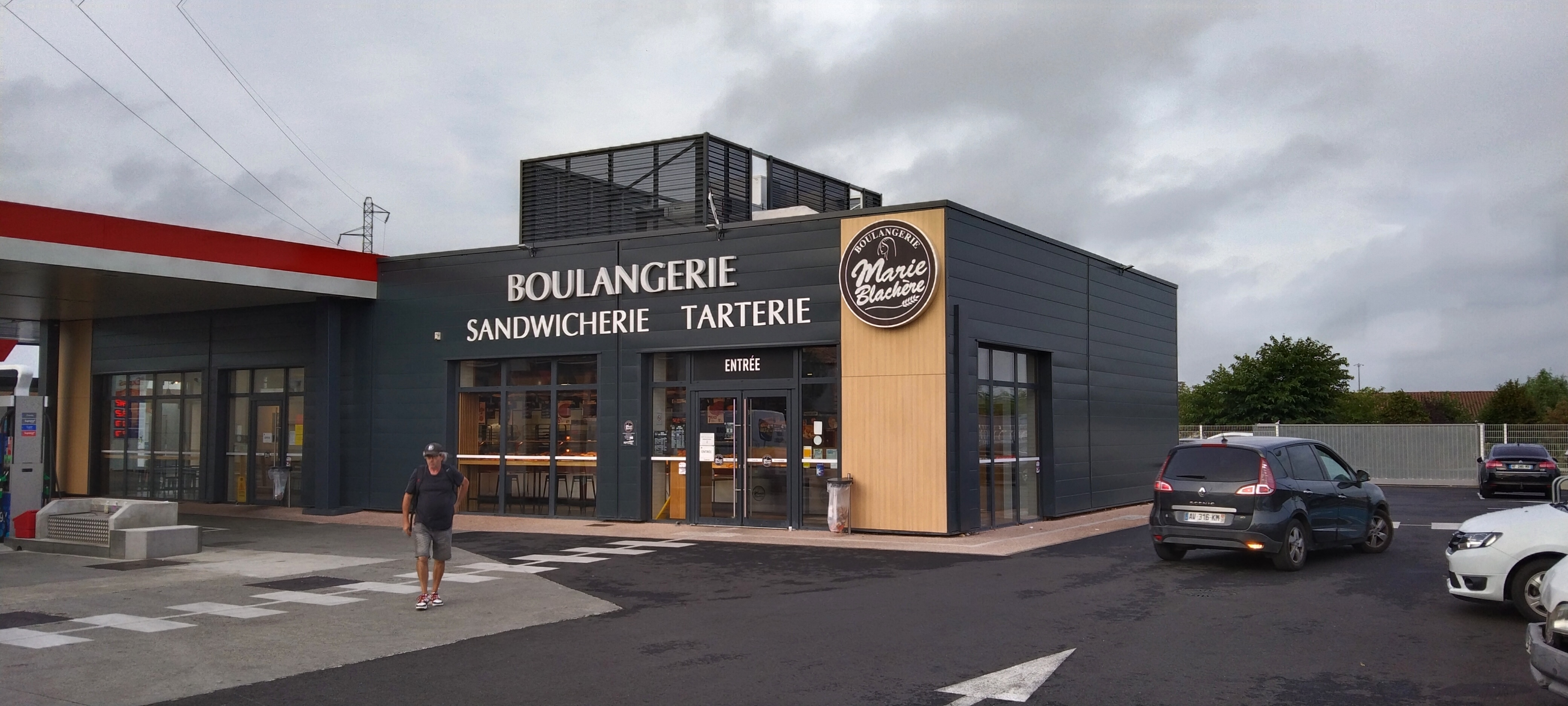
Les boulangeries industrielles font partie de l'industrie légère, en tant que lieux de transformation de matières premières issues de la meunerie et de l'industrie chimique.

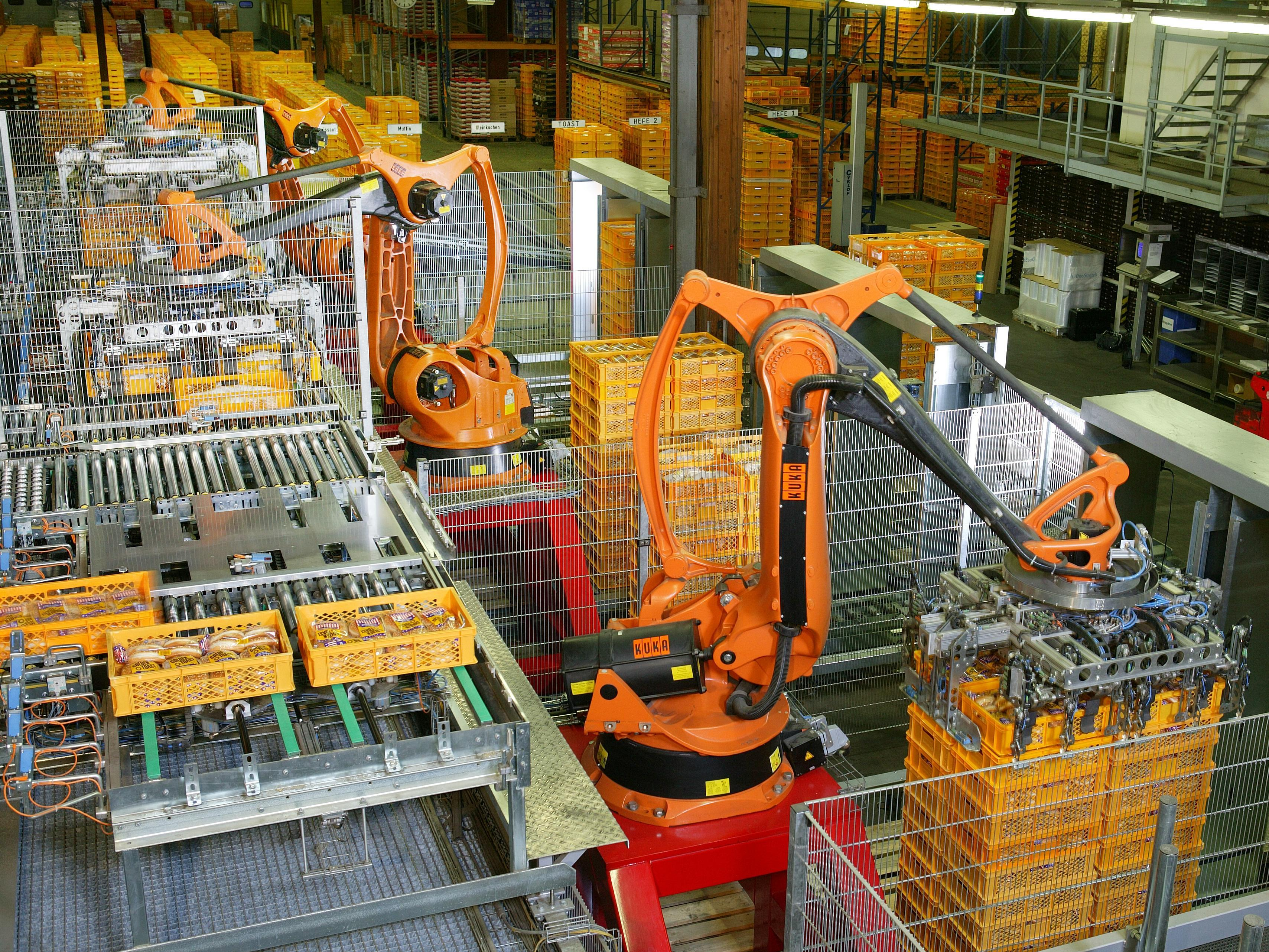
Mise en palette de pains dans une boulangerie industrielle en Allemagne.

- ne génère pas un impact aussi important sur l'environnement que l'industrie lourde ;
- ses installations peuvent être situées à proximité de zones urbaines ou résidentielles (contrairement à l'industrie lourde). Ceci facilitant la distribution de ses marchandises dans des points de vente (par exemple: supermarchés ou entrepôts) ;
- est généralement associée au secteur secondaire de l'économie – où les matières premières sont transformées en produits finis ;
- dépend du dynamisme de la consommation d'une région économique ;
- utilise et transforme des matières premières et des produits semi-finis ;
- développe des biens qui se consomment rapidement (ou périssables) ;
- utilise des biens développés par l'industrie lourde dans ses processus de production, tels que: le plastique (pétrochimie) ou les outils (sidérurgie) ;
- a moins besoin de machines volumineuses ou de processus de transformation complexes ;
- ne met généralement pas en danger la santé ou l'intégrité des travailleurs ou des personnes vivant à proximité d'un lieu de production (typiquement, une usine) ;
- n'est généralement pas aussi mécanisée, robotisée ou automatisée que l'industrie lourde ;
- ne nécessite pas autant d'investissements financiers (à volume égal) que l'industrie lourde[3].

### Principales catégories
- Nourriture et boissons: des produits que l'on trouve, par exemple, en supermarché, en supérette et épicerie. Ils sont fabriqués en série et sont généralement contenus dans un contenant en plastique, en verre ou en carton ;
- Textiles et chaussures: la grande majorité des vêtements de marque, le prêt-à-porter, la haute-couture ;
- Papeterie: fabrication du papier et de ses dérivés (cartons, emballages, etc.) ;
- Éditorial: production en série, impression de livres, magazines et journaux ;
- Médicaments: développement et fabrication de médicaments, traitements médicaux et petit matériel médical ;
- Produits de beauté: fabrication de maquillage et de soins personnels ;
- Électronique: ordinateurs, ordinateurs portables, tablettes, appareils photo, téléphonie mobile, puces électroniques, cartes et tickets magnétiques, etc.

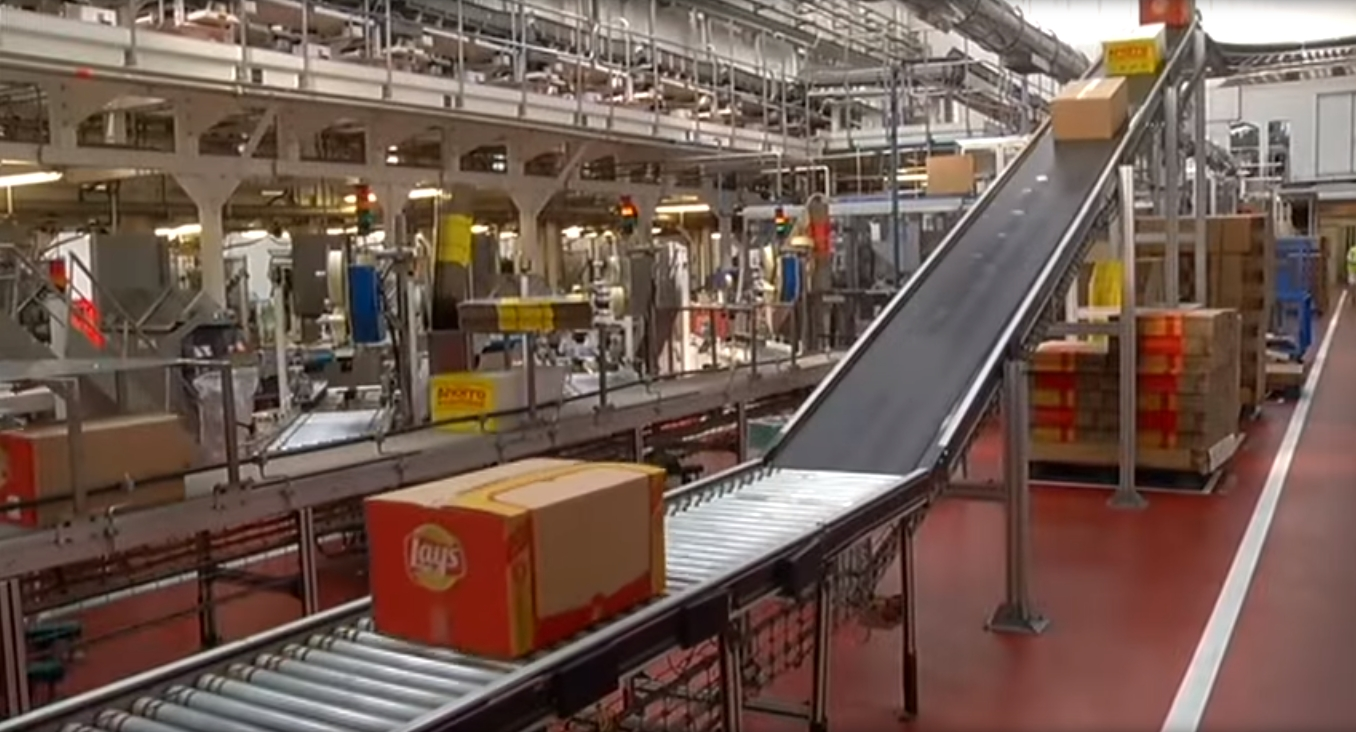
Usine de la marque PepsiCo Iberia à Burgos, Castilla y León, Espagne (2016)
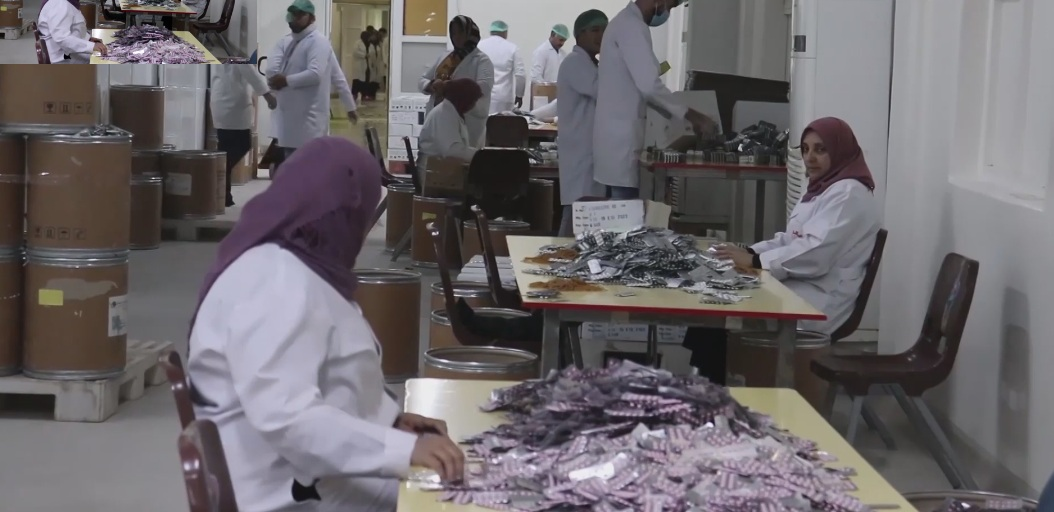
Fabrication de médicaments, ici à la State Company for Drugs Industry and Medical Appliances (SDI Company) à Samarra, en Irak (2019);
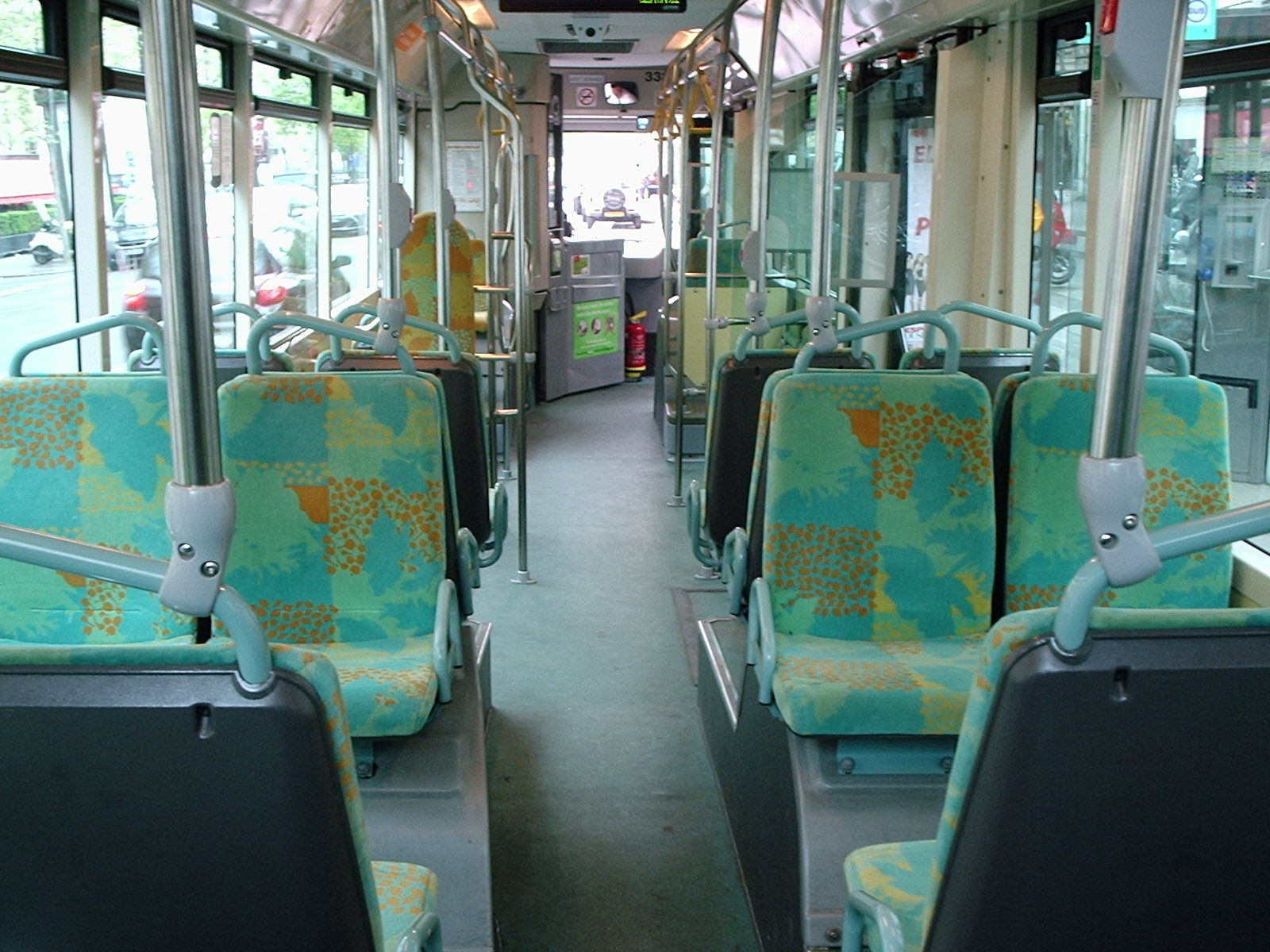
Le textile, les revêtements, la petite visserie et les boutons, les autocollants et autres panneaux imprimés ainsi que l'électronique des transports en commun sont issus de l'industrie légère. Ici l'intérieur d'un Irisbus Agora S - RATP, France;
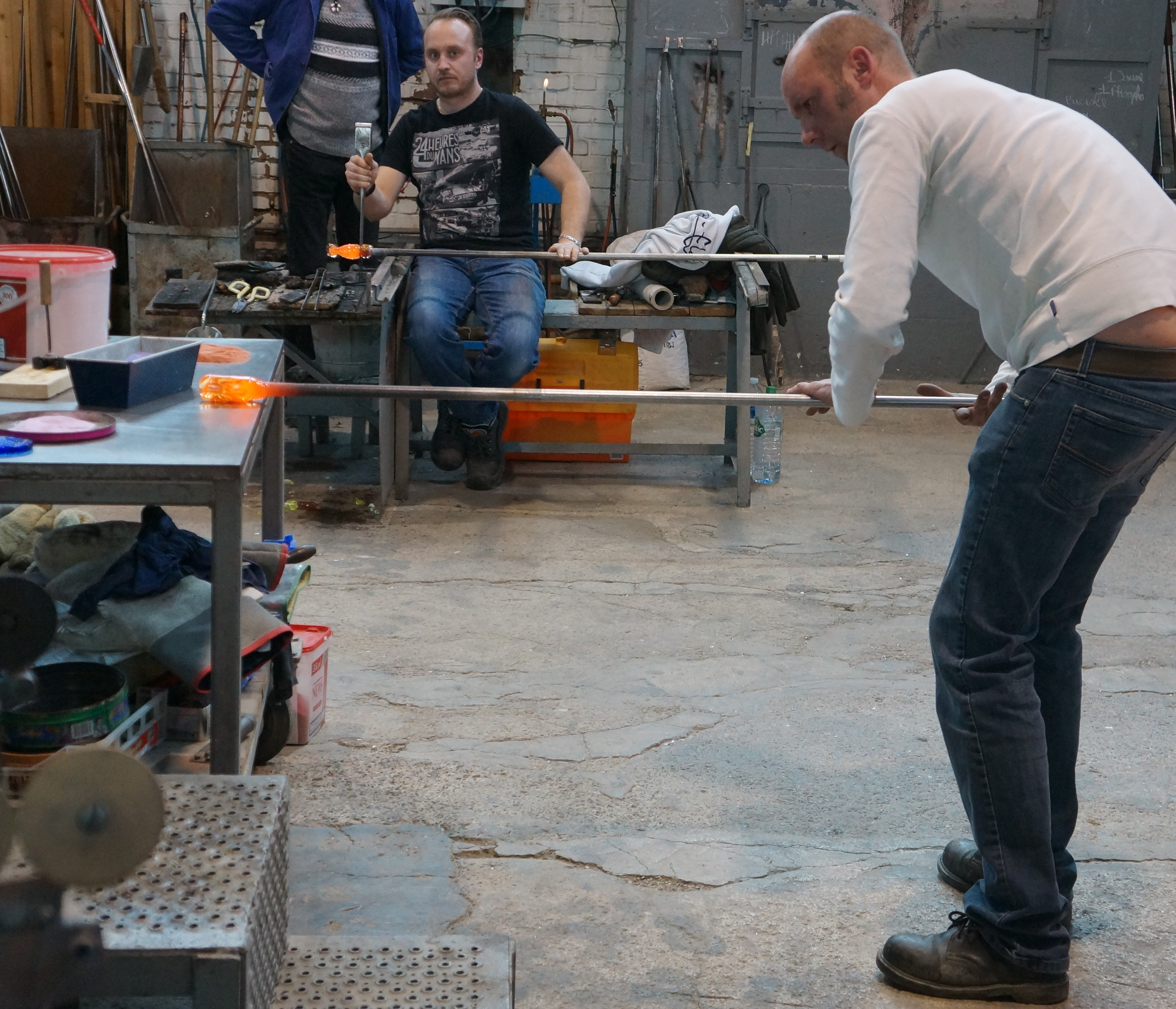
Démonstration de verre soufflé, Musée-atelier du verre de Trélon, Hauts-de-France, France (2016);
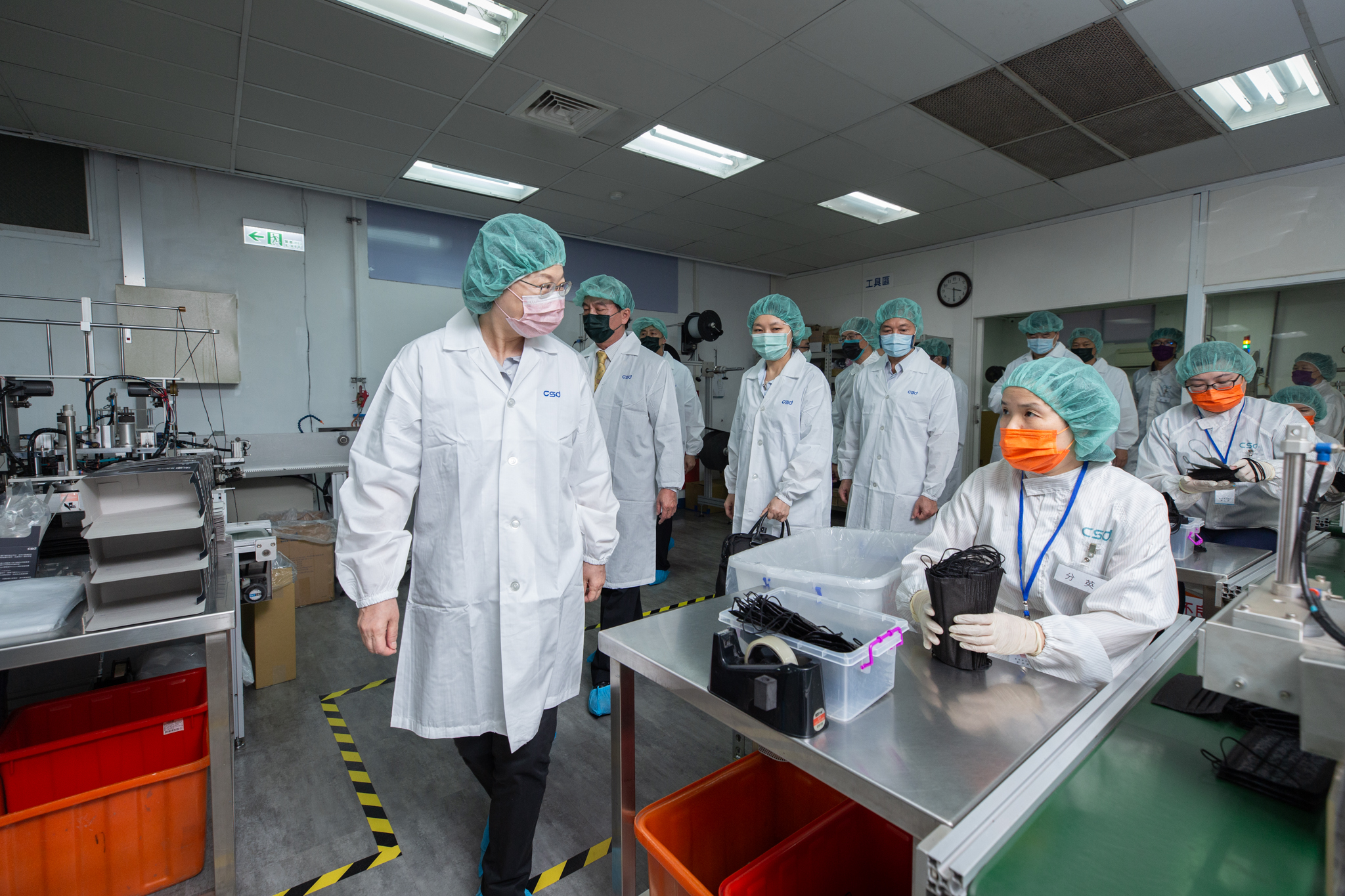
Fabrication de masques à Taïwan (2020)
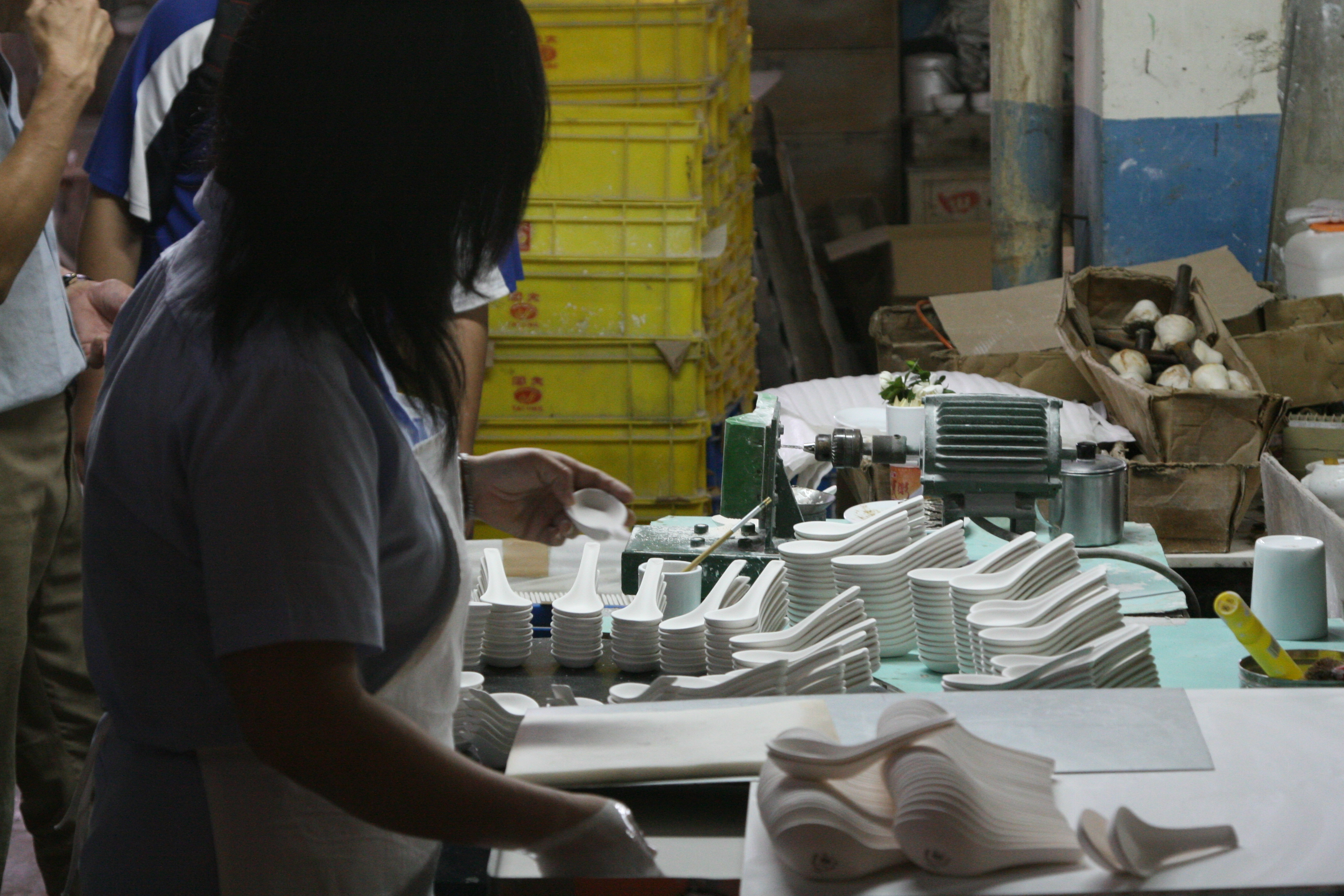
Fabrication de cuillères en porcelaine de Chine, District Tatung, Taipei, Taiwan (2007);
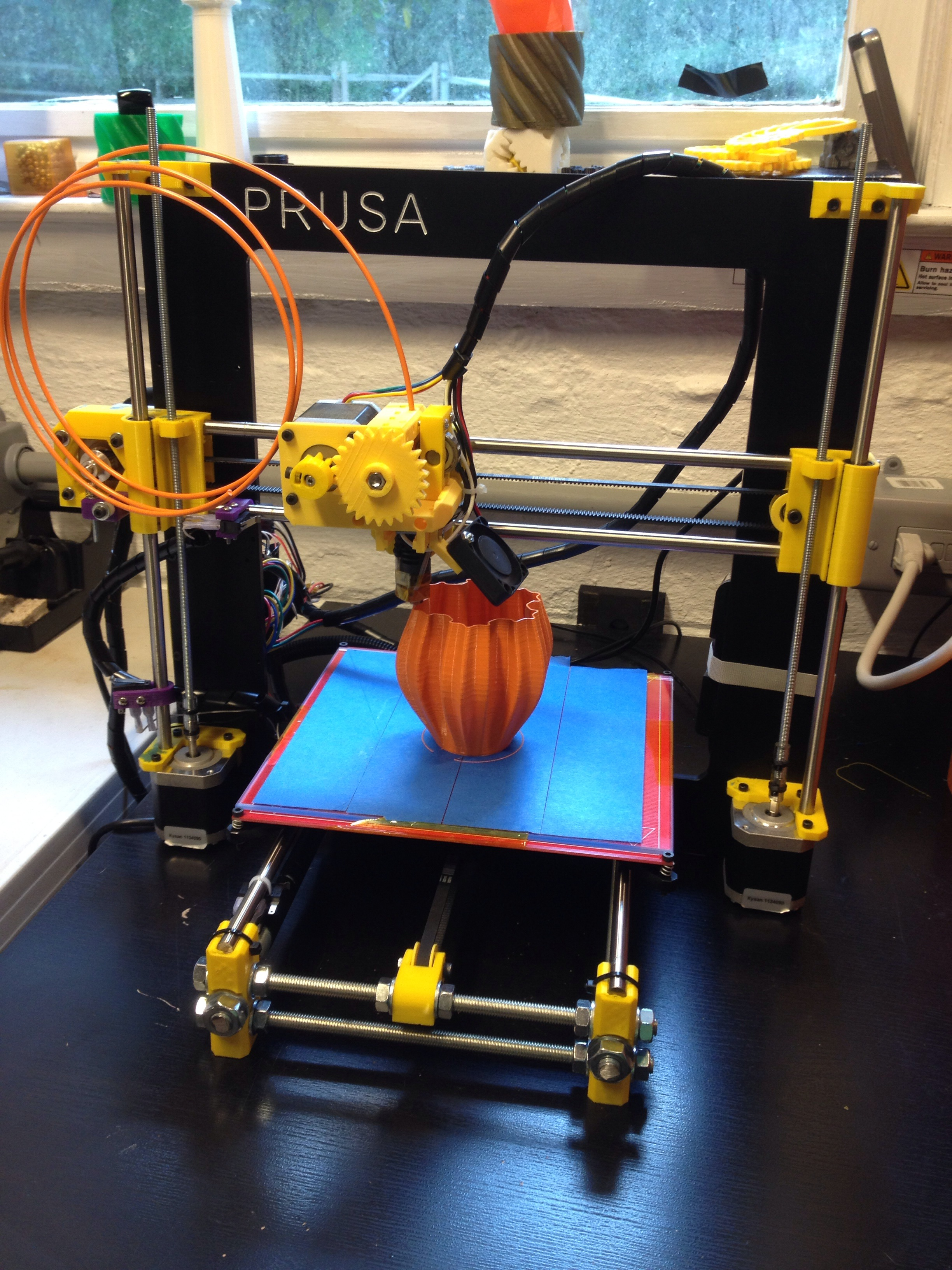
Imprimante 3D, utilisée pour créer différents objets en plastique ou en métal (2019);

## Historique

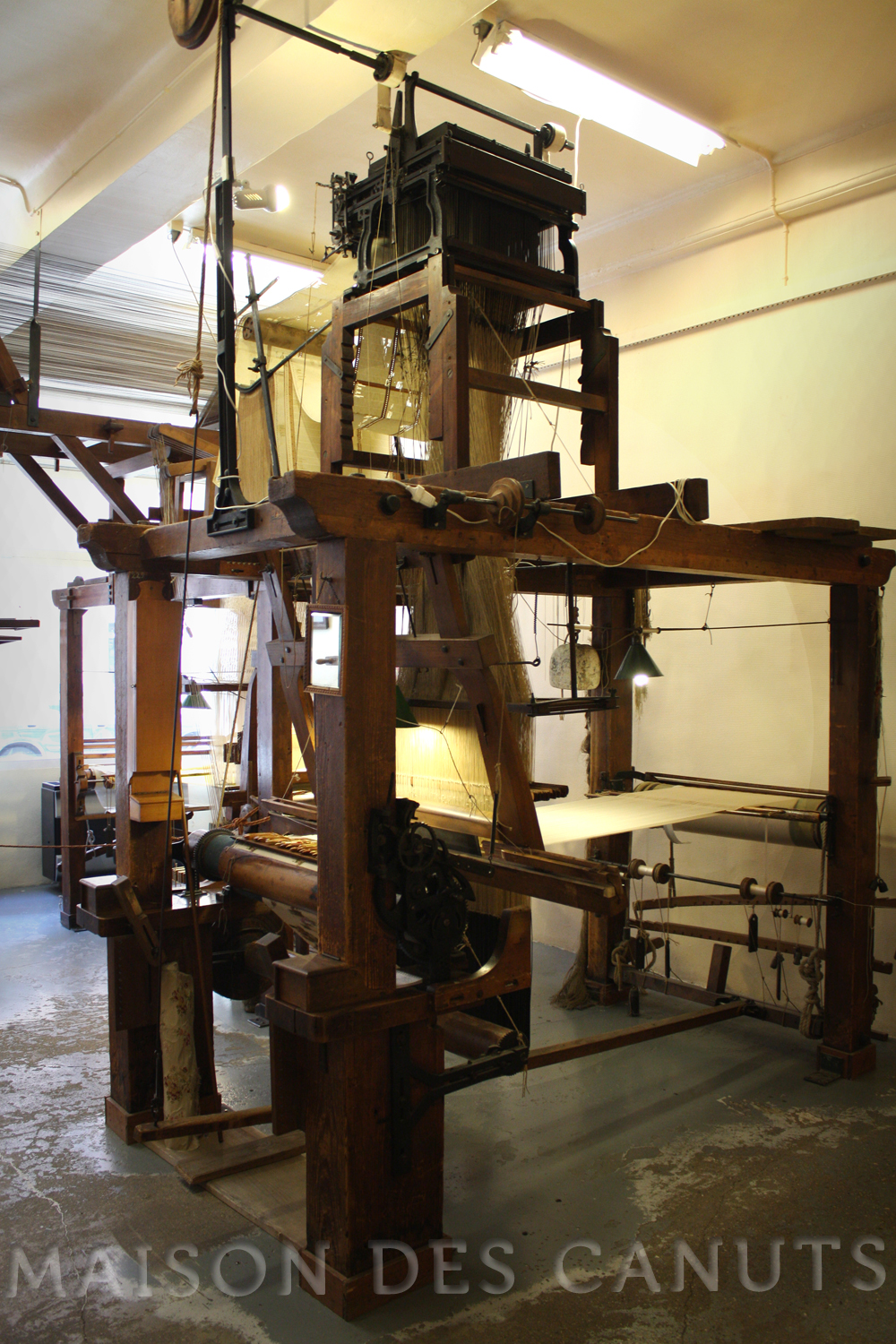
Métier à bras « Jacquard » (fin XVIII), à la Maison des Canuts, Lyon, France (2016)

L'histoire de l'industrie légère accompagne véritablement l'histoire générale de l'industrialisation du monde, à partir du XVIIIe siècle.
Les premiers métiers à tisser – à « navette volante » puis semi-automatiques (type « Jacquard ») – exemplifient le début de la généralisation de l'industrie légère dans les sociétés dites « industrialisées » dans la deuxième moitié du XVIIIe siècle.
Au tournant du XIXe siècle, c'est donc la Révolution industrielle portée par l'industrie lourde (extraction minière, métallurgie, transport ferroviaire, etc.) et le développement des empires coloniaux qui va voir l'industrie légère prendre la place de l'artisanat dans de nombreux domaines de la vie quotidienne.
Le développement d'usines dans l'industrie légère au cours du XIXe siècle favorise le dépeuplement de régions rurales: les paysans et éleveurs deviennent ouvriers en ville, car cette industrie nécessite une main d'œuvre substantielle. Au tournant du XXe siècle, l'industrie légère contribue alors largement à faire passer les économies ouest-européennes et nord-américaines du secteur primaire au secteur secondaire.
Au cours du XXe siècle, cette progression s'accentue avec les deux guerres mondiales qui font notamment avancer l'industrialisation des sociétés dans tous les pays occidentaux.

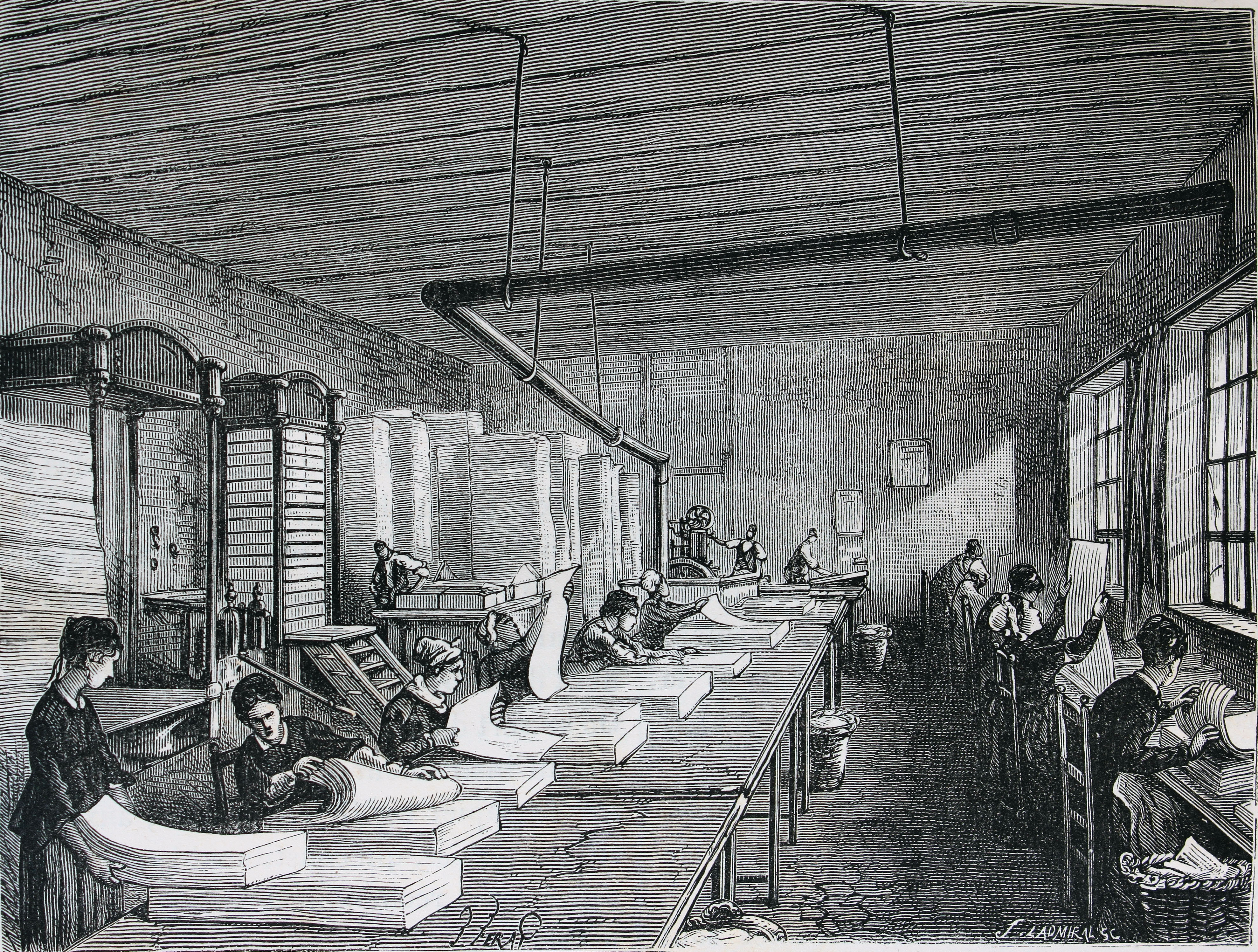
La salle, ou l'atelier de revoyage, de comptage, de pliage, de mise en presse et d'empaquetage du papier, dessin à l'encre par Louis Figuier, 1873
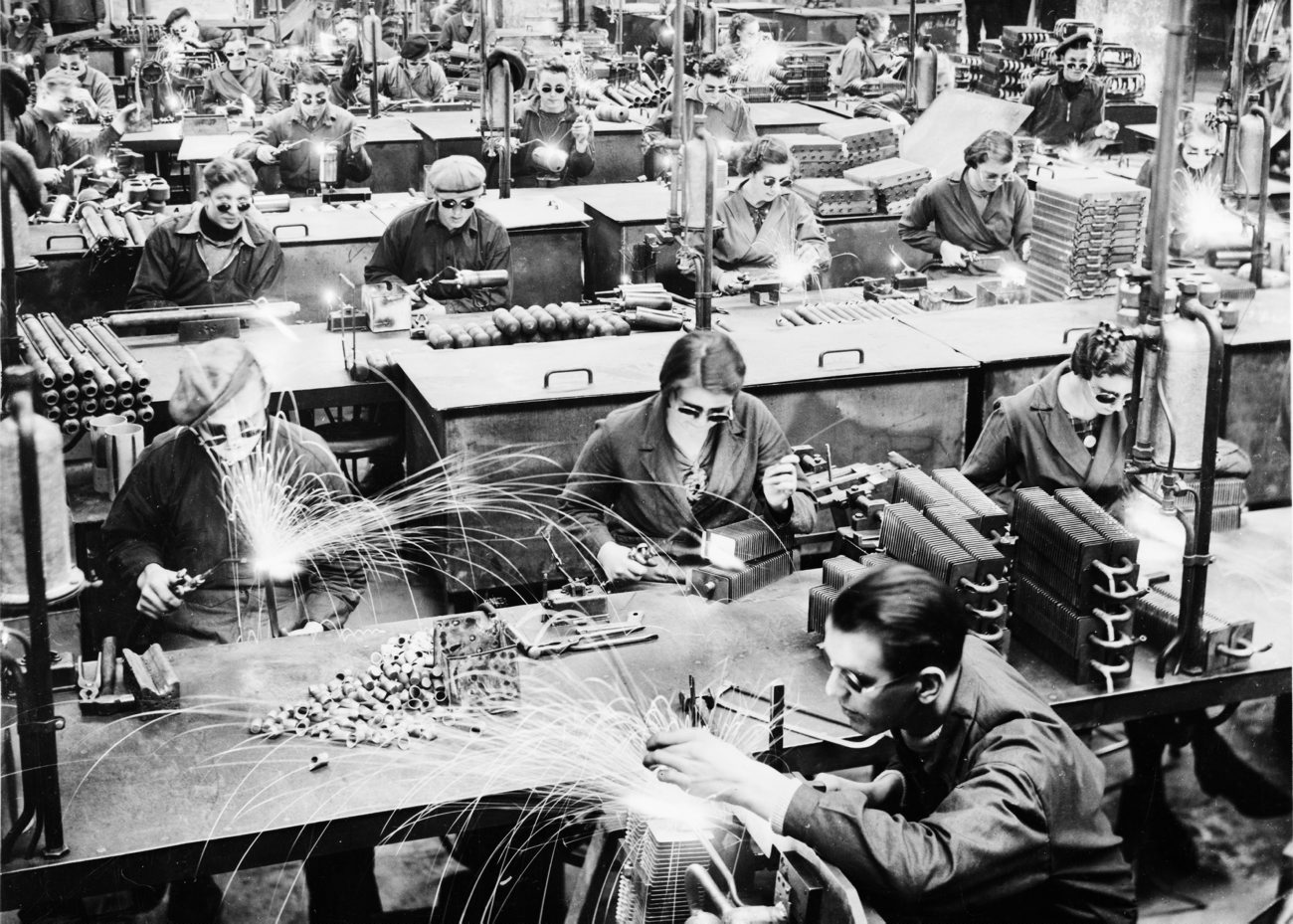
Une chaîne d'usine Electrolux, à Motala, Suède (1947);
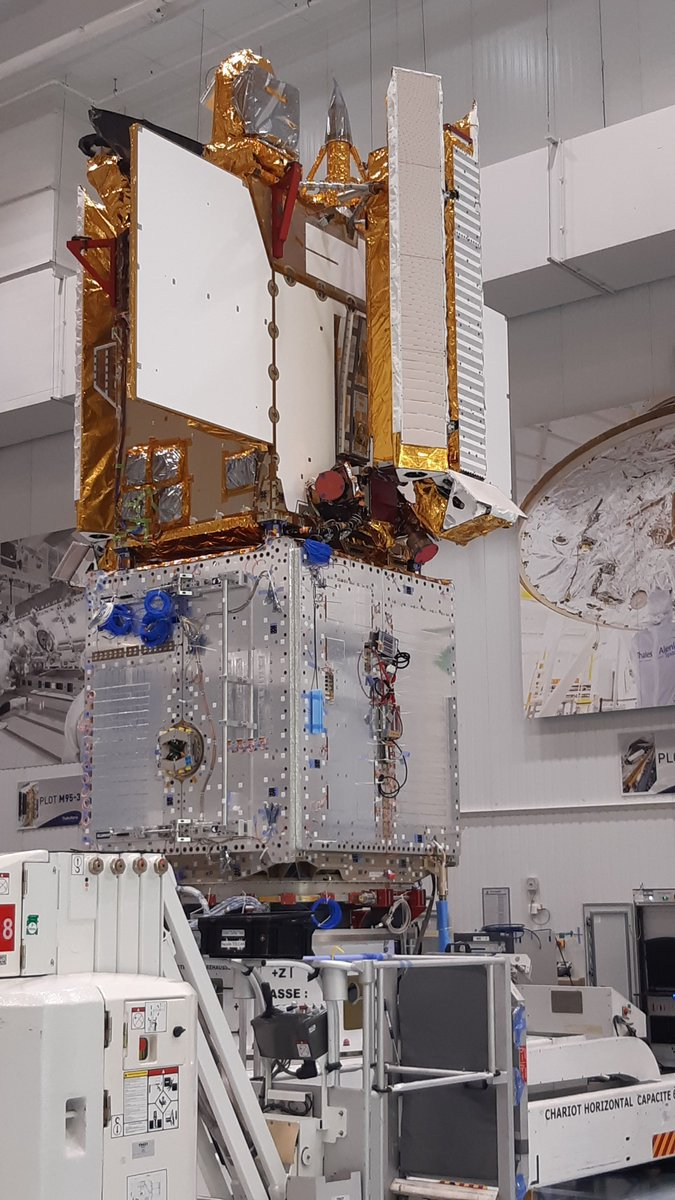
L'assemblage de composants spatiaux est devenue une industrie légère de pointe.

## Production
Ce qui différencie majoritairement la production dite « légère » de la production « lourde » est la taille des installations industrielles, leur temps de mise en marche, leur investissement financier primaire et leur temps d'atteinte d'un objectif de rendement financier, ce dernier étant normalement plus rapide dans l'industrie légère.
Ce secteur étant globalement le plus manufacturier (demandeur de main-d'œuvre) de tous les niveaux industriels, il est indispensable, dans un modèle spéculatif productiviste et concurrentiel, de définir des normes de productivité et d'établir des seuils de rentabilité d'une usine ou d'une activité commerciale.
Selon les pays, l'industrie légère devra donc s'adapter au paysage spécifique des autres « niveaux » industriels (primaire, tertiaire voire quaternaire). Par exemple, en Ouzbékistan (pays producteur de matière première textile) un plan économique national est mis en place dans les années 2010 et 2020 pour le développement de l'industrie légère textile (transformation de la matière première) en vue d'une plus grande consommation nationale et d'un développement de l'exportation de produits manufacturés.
De manière générale, la production de l'industrie légère est pensée pour une consommation au plus près du consommateur: vente au détail, transport réduit depuis l'usine vers les points de distributions ou d'exportation, accès des ouvriers depuis un centre urbain, robotisation limitée au strict nécessaire, délocalisation de la production manufacturière vers des pays à faibles revenus, filières d'import-export de la mondialisation, adaptation du type de main-d'œuvre (qualifié/non-qualifié) selon le type de marché d'un produit manufacturé, etc.

## Innovation récentes dans l'industrie légère
1. Automatisation avancée et usines autonomes
- Certaines entreprises, notamment en Chine, ont mis en place des ''usines sombres'' entirèrement automatisées qui fonctionnent sans intervention humaine, 24 heures sur 24 et 7 jours sur 7. Par exemple, Xiaomi a inauguré une usine à Changpin capable de produire un smartphone par seconde grâce à l'intelligence artificielle et à l'automatisation complète.

2. Fabrication additive (impression 3D)
- La fabrication additive permet la production de composants métalliques de haute performance pour des secteurs tels que l'aérospatiale et l'automobile. Des entreprises comme Alloyed utilisent des plateforms numériques avancées et des imprimantes 3D pour optimiser  la conception et la fabrication, réduisant ainsi l'utilisation de matières premières et la main-d'œuvre nécessaire.

3. Éclairage intelligent et Li-Fi
- L'intégration de la technologie Li-Fi (Light Fidelity) dans les systèmes d'éclairage permet une transmission de données  à haut débit via la lumiére visible, offrant une alternative au Wi-Fi traditionnel. Cette innovation est particulièrement pertinente pour les environnements nécessitant une communication sans fil sécurisée et sans interférences électromagnétiques.

4. Personnalisation et fabrication  à la demande
Des entreprises comme Gantri utilisent l'impression 3D pour offrir des options de personnalisations poussées dans la conception de lampes, permettant aux clients de choisir parmi une variété de couleurs et de finitions. Cette approche réduit les stocks et s'adapte rapidement aux préférences changeantes des consommateurs.
5. Durabilité et efficacité énergétique
- L'industrie légère adopte des pratiques de fabrication durables, telles que l'utilisation de matériaux recyclés et la réduction de la consommation d'énergie. Les systèmes d'èclairage LED modernes, pas exemple, sont conçus pour être plus efficaces sur le plan énergétique et avoir une durée de vie plus longue, contribuant ainsi à la réduction de l'empreinte carbone.